# Pseudocolaptes lawrencii
El trepamusgos barbablanca panameño (Pseudocolaptes lawrencii), también denominado barbablanca anteada (en Panamá) o trepamusgo cachetón (en Costa Rica), es una especie de ave paseriforme de la familia Furnariidae. Es nativo de América Central.

## Distribución y hábitat
Se distribuye por la montañas de Costa Rica hacia el sur hasta el centro de Panamá (al este hasta Coclé).
Habita en selvas húmedas montanas, generalmente en locales abiertos o en bordes, a menudo en clareras con árboles. Se encuentra por encima de los 1600 m como un reproductor residente en los bosques húmedos con muchas epífitas. La hembra pone sus huevos en un viejo nido de pájaro carpintero. Uno de los padres, probablemente la hembra, incuba el huevo durante 29 días y cubre el huevo con hojas cuando abandona el nido.

## Descripción
Mide alrededor de 20 cm de longitud, pesa 48 g, y tiene una larga cola de color rojizo brillante. La parte posterior es de color marrón y las alas son de color negruzco. La cabeza tiene color ante rayada de color marrón oscuro y ojos oscuros. Las mejillas lucen un penacho de plumas. La garganta es de color ante y el vientre es de color marrón oliva con manchas difusas en el pecho. Ambos sexos son similares, pero las aves jóvenes no tienen la corona con rayas beige, con más hollín marcado en la espalda y vientre, y sus flancos son más de matiz naranja.

## Sistemática

### Descripción original
La especie P. lawrencii fue descrita por primera vez por el ornitólogo estadounidense Robert Ridgway en 1878 bajo el mismo nombre científico; su localidad tipo es: «La Palma y Navarro, 3500–5000 pies [c. 1065–1525 m], Costa Rica».

### Etimología
El nombre genérico masculino «Pseudocolaptes» se compone de las palabras del griego «pseudos» que significa ‘falso’, ‘otro’, y «kolaptēs, kolaptō» que significa ‘picador’, ‘que pica’; y el nombre de la especie «lawrencii», conmemora al ornitólogo estadounidense George Newbold Lawrence (1806-1895).

### Taxonomía
A veces fue considerada como la misma especie junto a Pseudocolaptes boissonneautii, de los Andes de América del Sur. Las aves de Colombia y Ecuador también ya eran consideradas una especie separada, el trepamusgos barbablanca del Pacífico (Pseudocolaptes johnsoni), por autores y clasificaciones como Aves del Mundo (HBW), Birdlife International (BLI) y el Congreso Ornitológico Internacional (IOC). El Comité de Clasificación de Sudamérica (SACC) no aprobó la Propuesta N° 28, de separación de la especie, debido a la insuficiencia de evidencias publicadas. Sin embargo, con base en las evidencias de diferencias morfológicas, de vocalización y genéticas, el SACC aprobó la separación en la Propuesta No 940.

### Subespecies
La subespecie propuesta panamensis, descrita a partir de un único espécimen del oeste de Panamá, no parece ser diagnosticable y cae dentro de los límites de variación de la nominal. Es monotípica.